# Liste der Lieder zur UEFA-Fußball-Europameisterschaft
Die Liste der Lieder zur UEFA-Fußball-Europameisterschaft enthält die vom europäischen Fußballverband UEFA als offizielle Titelsongs zu den Fußball-Europameisterschaften benannten Lieder sowie ggf. inoffizielle Songs in den Gastgeberländern und Teilnehmerländern.

## Offizielle Songs der UEFA EURO
| Jahr | Gastgeberland                 | Titel                  | Interpret                        | Bemerkungen |
| ---- | ----------------------------- | ---------------------- | -------------------------------- | ----------- |
| 1992 | Schweden                      | More Than a Game       | Towe und Peter Jöback            |             |
| 1996 | England                       | We're in This Together | Simply Red                       |             |
| 2000 | Belgien Niederlande           | Campione 2000          | E-Type                           |             |
| 2004 | Portugal                      | Força                  | Nelly Furtado                    |             |
| 2008 | Österreich Schweiz            | Can You Hear Me        | Enrique Iglesias                 |             |
| 2012 | Polen Ukraine                 | Endless Summer         | Oceana                           |             |
| 2016 | Frankreich                    | This One’s For You     | David Guetta, Zara Larsson       |             |
| 2021 | Europa                        | We Are the People      | Martin Garrix, Bono und The Edge |             |
| 2024 | Deutschland                   | Fire                   | Leony, Meduza und OneRepublic    |             |
| 2028 | Vereinigtes Königreich Irland | ?                      | ?                                |             |

## Inoffizielle Songs zu Fußball-Europameisterschaften

### 2024 in Deutschland
- in Deutschland: Major Tom (völlig losgelöst) als offizielle Torhymne des DFB[2][3]